# 蒙特穆罗
蒙特穆罗（義大利語：Montemurro），是意大利波坦察省的一个市镇。总面积56.54平方公里，人口1384人，人口密度24.5人/平方公里（2009年）。ISTAT代码为076052。
在美国，蒙泰穆罗也作为一个姓（last　name）而存在。